# Osasco
|  | Aquest article tracta sobre municipi brasiler de l'estat de São Paolo. Vegeu-ne altres significats a « Osasco (Itàlia)». |

Osasco és un municipi de l'Estat de São Paulo, al Brasil, situat dins de la Regió Metropolitana de São Paulo i ocupa el cinquè lloc de població entre els municipis de São Paulo.
Segons l'IBGE 2015, Osasco té actualment el 9è producte interior brut més gran del Brasil i el segon més gran de l'estat de São Paulo. La població és de 696.850 habitants (estimació de 2018) en una superfície de 64,95 km². Es troba entre les ciutats més denses del món, similar en densitat a Tòquio i Nova York. Es considera el principal centre urbà de la part occidental del Gran São Paulo. Solia ser un districte de la ciutat de São Paulo fins al 19 de febrer de 1962, quan Osasco es va convertir en un municipi independent.